# Chorlo
El chorlo es la especie más común dentro de las turmalinas. Su nombre procede del de la localidad de Zschorlau, en Sajonia (Alemania), donde se pudo observar en una antigua mina de casiterita (mena de estaño) ya a principios del siglo XVI. La primera descripción de este mineral, con el nombre de schorlein o schörlein se debe a Rülein von Calw (1505), que señala su presencia en yacimientos tipo placer de Sajonia, asociada a oro o a minerales de estaño. Durante el siglo XVIII, el término chorlo se utilizó para designar a aquellos minerales "con forma poliédrica, fusibles y de naturaleza desconocida", con el añadido de algún detalle; así, el chorlo rojo era el rutilo, el chorlo de los volcanes el piroxeno, etc. En este caso, el chorlo de Madagascar fue definido por Haüy como turmalina negra.

## Propiedades físicas y químicas
El chorlo es típicamente de color negro, prácticamente opaco excepto en esquirlas delgadas. Se encuentra como cristales prismáticos bacilares o aciculares, generalmente hemimórficos, con las caras lisas o más frecuentemente estriadas. En muchos casos, estos cristales presentan estructuras en mosaico. También es frecuente que aparezcan fracturados, curvados y resoldados. El chorlo es piroeléctrico y piezoeléctrico.
La química de los minerales del grupo de la turmalina es extraordinariamente compleja, ya que los ejemplares reales tienen composiciones intermedias entre las de varios de los extremos que forman las distintas series. El chorlo, cuya fórmula ideal es NaFe2+3Al6Si6O18(BO3)3(OH)3OH, aparece formando series principalmente con la dravita y con la elbaíta y con menor frecuencia con la uvita y con la foitita. Otra complicación añadida es la existencia, conocida desde hace relativamente poco tiempo, de otras tres especies químicamente muy próximas, el fluorchorlo, en la que el OH- del extremo derecho de la fórmula esta substituido por un ion F-,  el oxichorlo, en el que ese OH- está sustituido por un O2-, compensando la carga por la sustitución de un Fe2+ por un Al3+, y la lucchesiita, con el OH- substituido por un O2-, compensando la carga por la substitución del Na+ por un Ca2+. Dado que estos minerales también forman series entre ellos, y la complejidad de los análisis necesarios para diferenciarlos, es probable que bastantes ejemplares clasificados tradicionalmente como chorlo pertenezcan realmente a una de las otras especies.

## Yacimientos
El chorlo es un mineral común, conociéndose en varios miles de localidades en el mundo. Se encuentra formando parte de granitos, en pegmatitas, en filones hidrotermales de alta temperatura y en distintos tipos de rocas metamórficas. Son conocidos los cristales grandes y de muy buena calidad de la montaña de Erongo, en Karibib, Namibia. En España se encuentran ejemplares de buena calidad en el Cabo de Creus, en particular en la isla de S'Encalladora, en el municipio de Cadaqués (Gerona); en la cantera Espalias, en Les (Lérida), en La Fregeneda y en Ledesma  (Salamanca) y en las pegmatitas de Sierra Albarrana, Hornachuelos (Córdoba).